# Ребхольц, Йоханнес
Йоханнес Ребхольц (нем. Johannes Rebholz; 19 июня 1885, Кренхайнштеттен, Лайбертинген, Германская империя — 6 января 1960, Оффенбах-ам-Майн, ФРГ) — немецкий политик, участник Ноябрьской революции, председатель Совета Эльзасской советской республики.

## Биография
Вырос в бедной семье. Его отец Маркус умер, когда ему было 2 года. После учёбы устроился работать пивоваром. В 1901 году он стал членом «Свободных профсоюзов» (нем. Freie Gewerkschaften), после стал мэром Майнца от Социал-демократической партии в 1907 году. В том же городе он женился на Магдалене Ангермайер.
В 1910 году он поселился в Страсбурге как рабочий-пивовар и продолжает свою профсоюзную деятельность до начала Первой мировой войны, во время которой он призвался в имперскую армию и позже дослужился до сержанта. В 1917 году он присоединился к Независимой социал-демократической партии как и многие немецкие социал-демократические диссиденты.

## Эльзасская советская республика
После восстания в Киле, ставшего началом Ноябрьской революции в Германии, 15 000 моряков из Эльзаса и Лотарингии, служившие в Имперском флоте, стали возвращаться домой.
10 ноября 1918 года Рабочим и Солдатским Советом города Страсбург была провозглашена независимость Эльзаса под советской властью. На выборах председателя Совета победил Ребхольц.
Придя к власти, Ребхольц начинает формирование гражданской гвардии и отрядов милиции для установления порядка в городе.
Повстанческий режим автоматически распускается через несколько дней с выводом немецких войск и прибытием французских войск генерала Гуро в Страсбург 22 ноября 1918 года. Считавшийся в 1919 году гражданином Германии по месту своего рождения, Ребхольц был депортирован из Эльзас-Лотарингии, которая была официально возвращена Франции в том же году по Версальскому договору.

## После падения республики
После падения советской республики, Ребхольц возвращается в политику. Был арестован гестапо в 1933 и, повторно, в 1944 годах.
В 1947 году стал мэром Оффенбах-ам-Майна, в котором и умер в 1960 году.